# Taika
Taika (japanisch 大化 ‚Große Wende‘) ist eine japanische Ära (Nengō) von  Juli 645 bis Februar 650 nach dem gregorianischen Kalender. Taika ist der erste offizielle Äraname, die nachfolgende 2. Ära heißt Hakuchi. Die Ära fällt in die Regierungszeit des Kaisers (Tennō) Kōtoku.
Der erste Tag der Taika-Ära entspricht dem 17. Juli 645, der letzte Tag war der 21. März 650. Die Taika-Ära dauerte sechs Jahre oder 1709 Tage.
| Zeitleiste: Überschneidung japanischer Nengō mit Regierungszeiten der Tennō |
| --------------------------------------------------------------------------- |
|                                                                             |

Die Benennung der Regierungsdevisen (Nengō) wurde zu Beginn noch nicht konsequent angewendet und überschneidet sich mit den Regierungszeiten der Tennō.

## Ereignisse
- 645 Erlass der Taika-Reform
- 645 Regierungssitz wird der Palast Toyosaki-no-miya in Nagara (bei Osaka)
- 646 Einrichtung eines Beamtensystems (七色十三階冠 Nanashiki jūsan kaikan)
- 649 Soga no Kurayamada no Ishikawa no Maro begeht nach dem Nihonshoki Selbstmord im Tempel Yamada-dera